# Qliphoth

L'arbre kabbalistique des dix sephiroth, le Qliphoth est sa contrepartie maléfique.

Qliphoth, kliffoth, klippot ou kellipot (Heb. קליפות qelippot; littéralement pelures, coquilles, enveloppes), sont, dans la Kabbale, des forces maléfiques mises en relation et en opposition par rapport aux Sephiroth. L'ensemble des Qliphoth est aussi nommé Arbre de Mort par opposition à l'Arbre de Vie. Dans certains traités kabbalistiques, cet ensemble de représentations spirituelles impures est également appelé Sitra Aḥra (Araméen סטרא אחרא, littéralement l'« Autre Côté » opposé à la sainteté représentée par les Sephiroth).

## Tradition juive
Voir Tsimtsoum
Dans l'opinion générale des textes, le Sitra Ahra serait produit par l'accroissement surabondant de la puissance de la sephirah Gevourah (jugement) lorsqu'elle est séparée de la sephira Ḥessed (miséricorde). Cet « Autre Côté » est, par conséquent, engendré à la suite d'un déséquilibre entre les sephiroth dans le monde divin. Bien que produit par un des attributs de la divinité et au sein de cette dernière, ce Sitra Ahra ne fait plus partie du monde divin des sephiroth, car il en est exclu.
Dans le Sefer Ha Zohar, est établie une hiérarchie des « émanations de gauche ». Dans ce même traité, celles-ci peuvent être vues comme les derniers maillons de la chaîne d'émanations ou des intermédiaires entre les mondes supérieurs et inférieurs. Les qliphoth sont aussi décrites comme des déchets naturels (eaux croupies, lie du bon vin, branche amère de l'arbre d'émanation). Certains kabbalistes appellent l'ensemble de ces émanations de gauche sous le terme d'« arbre extérieur » dans la mesure où il est extérieur au monde divin des sephiroth. Une autre symbolique associe le mal aux premiers mondes qui furent détruits par la suite. Selon ces textes, ces mondes furent trois émanations malveillantes, car ils contenaient trop de puissance de Gevourah (jugement).

### Origine du concept dans la Torah
Selon certains exégètes, Moïse a choisi indépendamment un peuple, selon ce qui est écrit dans le Pentateuque : « …ton peuple » ; en réalité le problème semble être à l'origine puisque Moïse a toujours été prophète, depuis l'âge de trois ans, donc une difficulté paradoxale surgirait en affirmant que le chef des prophètes, Moïse précisément, aurait pu désobéir à la volonté divine.

« Dans sa sagesse, Moïse avait vu cette discorde en étudiant l'œuvre de la création. Dans « le travail de création », il y avait une discorde entre le « côté gauche » et le « côté droit » ; et c'est le « côté gauche » qui l'a causé. C'est de cette discorde que l'enfer est né. Puis « la colonne du milieu », symbolisée par le troisième jour de la création, se dressa entre le « côté droit » et le « côté gauche », fit disparaître la discorde et unit les deux côtés opposés. L'enfer est descendu en bas, et le « côté gauche » a fusionné avec le « droit », et une paix parfaite a été faite. La dispute que, au moment de la création, le « côté gauche » avait vers la « droite », a été imitée par celle que Koré a recherchée contre Aaron. Avant de pénétrer le mystère de la création, Moïse se dit : « Je devrais faire disparaître la discorde entre le « côté droit » et le « côté gauche » en imitant le procédé observé au moment de la création », c'est-à-dire en s'interposant entre les côtés opposés. Mais quand, rencontrant une résistance opiniâtre du « côté gauche », Moïse n'y parvint pas, il se dit : « Il est certain que le différend que Koré a cherché contre Aaron n'est pas de la nature de ce que, dans le moment de la création, le « côté gauche » regardait contre le « côté droit » ». Ainsi, le côté de Koré, destiné à retomber dans l'enfer, lieu de discorde, ne pouvait être rattaché au « côté droit ». En rejetant la paix proposée par Moïse, Koré prouva que sa dispute n'était pas destinée à contribuer à la gloire du ciel ; elle se retourna au contraire contre l'autorité du ciel (Dieu), et nia ainsi la paix qui, au moment de la création, avait été faite entre le « côté gauche » et le « côté droit » par la colonne des moyens interposée entre les parties adverses. C'est en voyant que Koré a nié ce mystère de la création que Moïse s'est mis en colère, comme il est écrit : Alors Moïse était très en colère (Livre des Nombres 16:15). Il était en colère de ne pas avoir pu apaiser le différend »

— Zohar
Dans la tradition rationnelle, l’« autre côté » ne concerne que le Tsimtsoum avant la Création ; dans la cabale juive, les significations symboliques prévalent, la conception sur les « étincelles et les vases » ne peut être dite que sur des figures archétypales, elle ne peut donc pas être absolument transfigurée selon une perspective de l'existence psychologique des êtres humains, qu'ils soient juifs ou non. Cela signifie que la conception du Kelipot identifie l'origine du mal, donc créé. Le bien, non créé, provient directement de Dieu : la représentation d'une partie de l'humanité uniquement par l'archétype de « Kelipot » est donc le résultat d'une méthode interprétative partielle. Pour que personne ne puisse dire par exemple : « Cet homme et cette femme sont des Kelipot… »

« Mais par la foi, le peuple juif l'emporte sur toutes les sagesses et sur cette hérésie aussi qui surgit de « l'Espace Vide ». C'est parce que le Juif croit en Dieu sans aucune question philosophique ou remise en question, seulement avec une foi parfaite… Les Juifs sont appelés Ivrim (עברים, Hébreux), car avec leur foi, ils ovrim (עוברים, « dépassent ») toutes les sagesses et les pseudo‑sagesses aussi – c'est‑à‑dire la deuxième classe d'hérésie, découlant de « l'Espace Vide » (Likutey Moharan I, 64:2) »

## Approches occultistes modernes: «chemin qliphothique»
Cette section ne relève pas de la Kabbale rabbinique mais d'écoles occultistes modernes (hermétisme, Left‑Hand Path) qui ont reconfiguré la Qliphoth en « arbre miroir » exploitable rituellement. Elles décrivent un itinéraire initiatique à travers les « écorces » pour atteindre un objectif (puissance, connaissance de soi, transgression initiatique, catharsis), appelé « pathworking qliphothique » ou exploration de la « face nocturne » (Nightside) de l'Arbre.

### Cartographies usuelles
Les translittérations varient selon les auteurs. Un schéma fréquemment rencontré est le suivant (du plus haut au plus bas des sefirot) :
| Sefirah (Arbre de Vie) | Qliphah (Arbre de Mort)      | Attributions courantes                          |
| ---------------------- | ---------------------------- | ----------------------------------------------- |
| Keter                  | Thaumiel                     | Dualité de la couronne ; conflit des puissances |
| Ḥokhmah                | Ghagiel (Jaigidel)           | Obstacle à la sagesse, « entraveurs »           |
| Binah                  | Satariel                     | « Voilants », obscurcissement de l'entendement  |
| Ḥesed                  | Gamchicoth (Gamalchicoth)    | « Dévoreurs » ; excès dissolvant                |
| Gevourah               | Golachab                     | Incendiaires, sévérité destructrice             |
| Tiferet                | Thagirion                    | « Contestataires » de la beauté/équilibre       |
| Netzach                | A'arab Zaraq                 | « Corbeaux de dispersion », énergie erratique   |
| Hod                    | Samael (parfois Adrammelech) | Mensonge/venin de l'intellect                   |
| Yesod                  | Gamaliel                     | « Obscurs », rêves/illusions, érotique          |
| Malkhout               | Nahemoth (Lilith)            | Monde des apparences, matérialité dense         |

### Procédé qliphothique (exemple standardisé)
Il n'existe pas de rite « officiel » unique ; les ordres et auteurs divergent. Le protocole ci‑dessous décrit un canevas typique tel qu'on le rencontre dans la littérature occultiste moderne. Il est présenté à titre descriptif et ne correspond pas à la Kabbale juive.
1. Préparation doctrinale : étude des correspondances planétaires, des sigils, des mantras/barbarous names, des encens et heures planétaires attribués à chaque qliphah ; définition de l'objectif (par ex. « puissance personnelle », « connaissance de l'ombre », « rupture d'un blocage »).
2. Hygiène et cadre : certains systèmes prônent des rituels de bannissement (cercle, pentagrammes/hexagrammes) ; d'autres insistent sur l'« anti‑bannissement » (acceptation volontaire des forces sauvages). Journal magique obligatoire.
3. Itinéraire : progression ascendante de Nahemoth (Malkhout) vers Thaumiel (Keter), qliphah par qliphah, ou exploration ciblée d'une sphère liée à un travail précis. Entre deux qliphoth, traversée des « sentiers » (souvent mis en parallèle avec des « tunnels » nocturnes).
4. Ouverture : création d'un espace rituel, déclaration d'intention, appel des forces liées à la qliphah (vibration de noms, signes, sceaux). Certains textes utilisent des invocations spécifiques ; d'autres préfèrent la scrying/méditation intense sur le sigil.
5. Confrontation symbolique : visualisation d'un paysage/temple « nocturne » ; rencontre de « gardiens »/égrégores ; épreuve de la volonté et de la peur ; identification d'un « don » (pouvoir, compréhension, rupture d'un conditionnement) et d'un « prix » (attachement à dissoudre, croyance à abandonner).
6. Intégration : sceller la leçon par un acte concret (serment, création d'un talisman, changement de conduite). Fermer l'espace (bannissement ou ancrage) selon l'école suivie.
7. Rythme : ne pas enchaîner les qliphoth sans période d'intégration (jours/semaines). Revenir en arrière si des effets psychiques deviennent envahissants.
8. Clôture du cycle : au terme du parcours (ou d'une étape), rite de « rééquilibrage » sur l'Arbre de Vie afin d'éviter un désaxage durable.[12]

### Objectifs revendiqués
- Acquisition de « puissance » (indépendance de la volonté, charisme, résistance psychique).
- Développement de la lucidité « amorale » (capacité à voir au‑delà des conventions) et travail de l'ombre (intégration des contenus refoulés).
- Perception visionnaire (rêves dirigés, scrying).
- Déconditionnement antinomien dans certaines écoles Left‑Hand Path (déification symbolique du soi).[13]

### Mises en garde et critiques
- Dans la Kabbale juive, les qliphoth représentent des impuretés/forces de désordre : la voie traditionnelle est le tikkoun (réparation/élévation des étincelles), non un « chemin d'initiation » à travers les qliphoth.
- Risques psychologiques rapportés par les mêmes auteurs occultistes : exacerbation d'angoisses, de compulsions, de pensées obsessionnelles ; tendances à la mégalomanie ; isolement social. Les textes insistent sur l'ancrage, l'équilibre et le recours à un mentor.
- Les correspondances et « tunnels » diffèrent selon les sources ; les résultats sont subjectifs et non vérifiables scientifiquement.[14]

## Différentes orthographes du terme
- Qlifot, Qlifoth, Qelifot, Qeliffot, Qelifoth, Qlifa, Qlifá,
- Qliphot, Qliphoth, Qeliphot, Qeliphoth, Qellippot, Qelippoth,
- Klifot, Klifoth, Kelifot, Kelifoth, Klifa, Kliffa, Qulifa,
- Kliphot, Kliphoth, Keliphot, Keliphoth, Kelifot, Kelliphot, Keliffot.

## Noms des sephiroth maléfiques
1. Thaumiel
2. Jaigidel
3. Satariel
4. Gamchicoth
5. Golachab
6. Thagirion
7. A'arab Zaraq
8. Samael (parfois Adrammelech)
9. Gamaliel
10. Nahemoth (souvent associé à Lilith)

## Dans la culture populaire
Dans le jeu de cartes à collectionner Yu-Gi-Oh!, une série de cartes nommée « Qliphort » sort dans l'extension Les Nouveaux Challengers ; ces dernières s'inspirent des Qliphoth et sont mises en opposition aux « Zefra », inspirés des Sephiroth.
Dans le jeu vidéo Tales of the Abyss, le Qliphoth est une région souterraine, remplie de miasmes mortels et de boue, dans laquelle se trouvent les Sephiroth, arbres qui soutiennent la voûte du monde extérieur.
Dans le manga Berserk, le Qliphoth est une strate profonde du monde astral où résident de nombreuses créatures maléfiques. Guts et son groupe y entrent pour récupérer Casca et Farnese après qu'elles ont été enlevées par des trolls.
Dans le genre musical metal, de nombreux artistes font référence à l'occulte. Ainsi, l'un des albums emblématiques du groupe suédois Therion est Lepaca Kliffoth, qui se traduit par « loué soit Kliffoth ».
Mephorash, groupe de black metal, s’inspire de cette partie occulte.
Dans le light novel High School DxD, Qliphoth (écrit « Qlippoth » dans l'œuvre) est la faction dirigée par Rizevim Livan Lucifer (fils de Lucifer et grand‑père de Vali, le rival du héros).
Dans le jeu vidéo Devil May Cry 5, un arbre démoniaque se nourrissant de sang humain est appelé le Qliphoth.
Dans le manga Black Clover, l'Arbre de Qliphoth est un canal magique qui se connecte au monde souterrain et permet aux démons d'entrer dans le monde vivant. L'un des objectifs de la Triade sombre est la recréation de ce canal.
Le jeu de rôle sur table Kult : Divinité Perdue s'inspire avant tout du gnosticisme, mais aussi des Qliphoth et des Sephiroth dans son univers.